# Byadgi Taluk
Byadgi Taluk är ett underdistrikt i Indien.   Det ligger i delstaten Karnataka, i den södra delen av landet, 1 600 km söder om huvudstaden New Delhi.